# Luigi Fortis
Luigi Fortis SJ (ur. 26 lutego 1748 w Weronie (Włochy), zm. 27 stycznia 1829 w Rzymie) – włoski jezuita, 20. Przełożony Generalny Towarzystwa Jezusowego.

## Wczesne życie i formacja
Fortis wstąpił do jezuitów w 1762, po skończeniu szkoły Św. Sebastiana w Weronie, mając tylko 14 lat. Po ukończeniu studiów filozoficznych (1767-70) w Bolonii uczył humaniorów na Uniwersytecie w Ferrarze, gdzie zastała go kasata zakonu w 1773.

## Ex-Jezuita
Po kasacie powrócił do rodzinnego miasta i zatrudnił się jako prywatny nauczyciel matematyki. Realizując powołanie do kapłaństwa przyjął święcenia w 1778. W 1784 nawiązał kontakty z jezuitami przebywającymi na Białej Rusi lecz otrzymał zalecenie pozostania we Włoszech, gdyż mógł tam okazać się bardziej przydatny dla Towarzystwa.
W 1793 przeniósł się do Księstwa Parmy, do którego pozwolono powrócić jezuitom, i tam odnowił swojej śluby zakonne. Przez kilka lat uczył fizyki i historii w kolegium dla szlachty w Parmie. Po inwazji armii napoleońskiej w 1804 udał się do Neapolu, gdzie również restaurowano jezuitów. Uczył tam w nowo otwartym kolegium 1805 i ponownie po wkroczeniu Napoleona musiał opuścić miasto. Fortis udał się najpierw do Orvieto skąd powrócił do rodzinnego miasta (1810). Wciąż uczył poetyki, matematyki, filozofii i logiki.

## Restauracja
Wkrótce po ogólnoświatowym wskrzeszeniu Towarzystwa Jezusowego (1814) został Fortis mianowany prowincjałem jezuitów we Włoszech (1815-1818) i Wikariuszem Generalnym generała Tadeusza Brzozowskiego (1814-1819), który nie mógł opuścić Rosji z powodu carskiego zakazu.

## XX Kongregacja Generalna
XX Kongregacja Generalna, zwołana po śmierci generała Brzozowskiego, odbyła się od 9 października do 10 grudnia 1820. Strat poniesionych przez długie lata kasaty i wygnania wyraźnie można było doświadczyć w intrygach i zamęcie podczas kongregacji. Potrzebna była bezpośrednia interwencja Piusa VII, aby powstrzymać spory z Kurią Rzymską. Kongregacja wybrała Luigiego Fortisa na Przełożonego Generalnego. Obok wyboru generała ważne było jednoznaczne potwierdzenie, że jest to to samo Towarzystwo Jezusowe, które założył św. Ignacy Loyola. Kongregacja ogłosiła, że nie tylko Konstytucje, Deklaracje i reguły, ale wszelkie dokumenty poprzednich kongregacji obowiązują w całej rozciągłości. Nowy papież Leon XII, już na początku swego pontyfikatu, potwierdził  wybór Fortisa. Zakon liczył 1200. jezuitów w 6. prowincjach.

## Przełożony Generalny
- Nowy generał poświęcił swój krótki okres rządzenia na odtworzenie struktur jezuickiego życia, jakie pamiętał sprzed kasaty. Listy Fortisa do Towarzystwa opisywały w detalach zwyczaje, jakie powinny regulować życie nowicjuszy i kleryków.
- Zasługą Fortisa i jego generacji było połączenie historii odnowionego zakonu ze starym, który istniał do 1773.
- Fortis odtworzył szereg prowincji, w tym prowincję meksykańską, oraz misje w Irlandii, Maryland i Missouri zależne bezpośrednio od generała.
- W odpowiedzi na prośby docierające z różnych stron świata, aby jezuici powrócili do dzieł edukacyjnych prowadzonych przed kasatą, Luigi Fortis zainicjował rewizję Ratio Studiorum, dostosowując je do potrzeb XIX w.
- Oznaką zaufania papiestwa do zakonu było ponowne powierzenie Towarzystwu (1824) opieki nad Kolegium Rzymskim (Leon XII).

## Śmierć
Po ośmiu latach i trzech miesiącach rządów zmarł 27 stycznia 1829 w Rzymie. Został pochowany w krypcie kościoła Il Gesù. Pozostawił 2100 jezuitów w 9 prowincjach.